# Personalität
Personalität ist sowohl eine passive Eigenschaft von Wesen, die an bestimmten sozialen Interaktionen teilnehmen, als auch die aktive individuelle Selbstorganisation des Menschen. Es handelt sich dabei nicht nur um ein Bewusstseinsphänomen, sondern auch um eine ethische Bestimmung.
Personalität wird dadurch auch als Prinzip gelingenden menschlichen Zusammenlebens in Gesellschaft und Staat verstanden (vgl. u. a. Christliche Soziallehre, Personalismus). Als solches ist es auch gleichermaßen Voraussetzung und Sinnbedingung aller Pädagogik, Bildung und Erziehung. 
Es wird als polar-komplementärer Gegensatz zur Sozialität aufgefasst, die sich in einer Spannungseinheit als konkret gelebte Solidarität (Solidarismus) verwirklichen. Dort, wo das Prinzip der Personalität nicht beachtet wird, kommt es zu schweren Störungen (z. B. im Totalitarismus).
Oft wird der Begriff Personalität mit Individualität oder Persönlichkeit wiedergegeben bzw. auch verwechselt. Siehe auch Person.